# Saint-Martin-des-Champs (Finistère)
Saint-Martin-des-Champs is een gemeente in het Franse departement Finistère (regio Bretagne). De plaats maakt deel uit van het arrondissement Morlaix. Saint-Martin-des-Champs telde op 1 januari 2022 4.792 inwoners.

## Geografie
De oppervlakte van Saint-Martin-des-Champs bedroeg op 1 januari 2022 15,7 vierkante kilometer; de bevolkingsdichtheid was toen 305,2 inwoners per km².

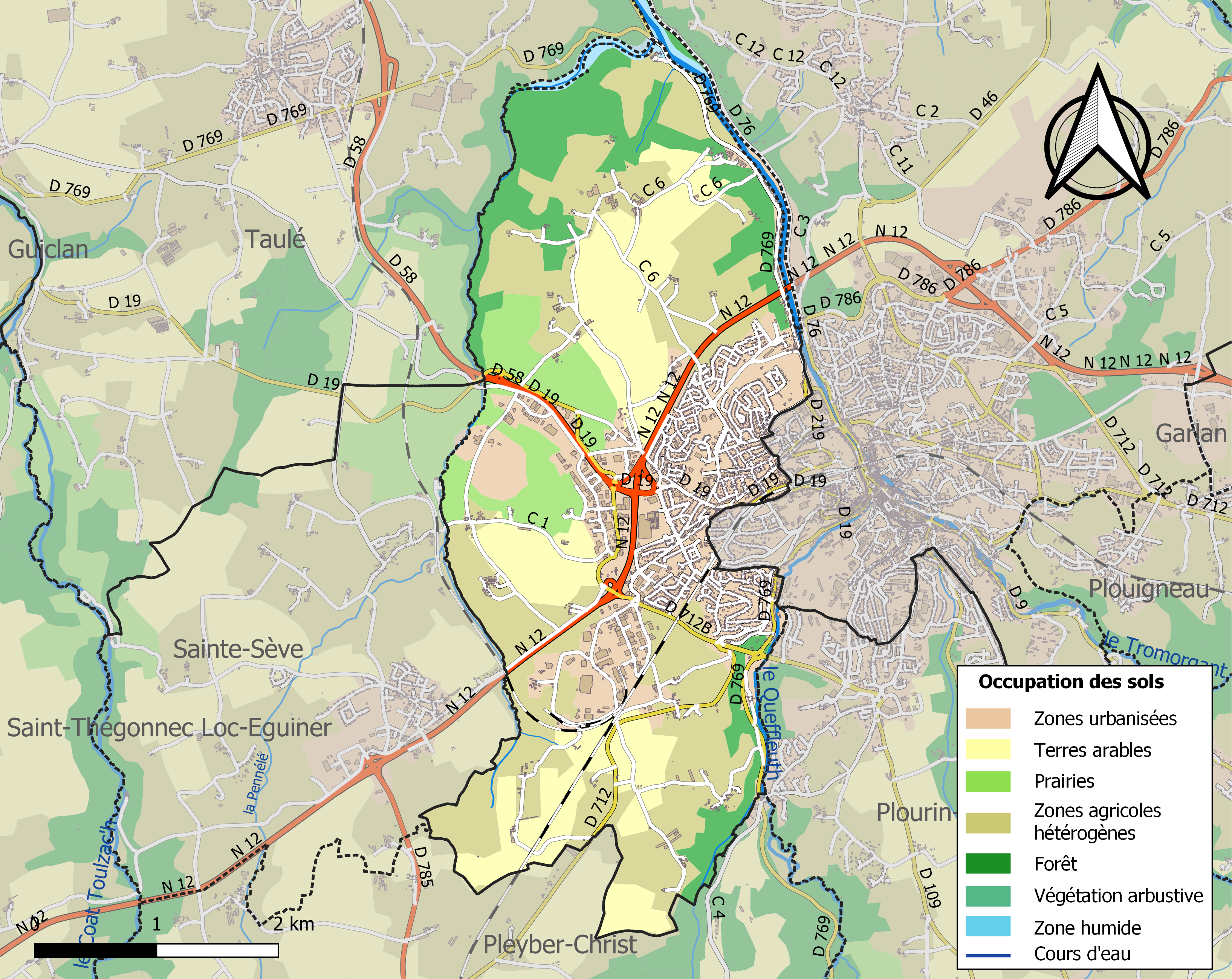
Kaart van de gemeente met belangrijkste infrastructuur, bodemgebruik en omliggende gemeenten

## Demografie
Onderstaande figuur toont het verloop van het inwonertal (bron: INSEE-tellingen).